# Anambé-branco-de-máscara-negra
Anambé-branco-de-máscara-negra (nome científico: Tityra semifasciata) é uma espécie de ave da família dos titirídeos. É encontrada em diversos países da América do Sul e Central, além do México.